# Sveti Jure
Der Sveti Jure (deutsch Heiliger Georg) ist mit einer Höhe von 1762 m. i. J. die höchste Erhebung im Biokovo-Gebirge in Kroatien.

## Lage

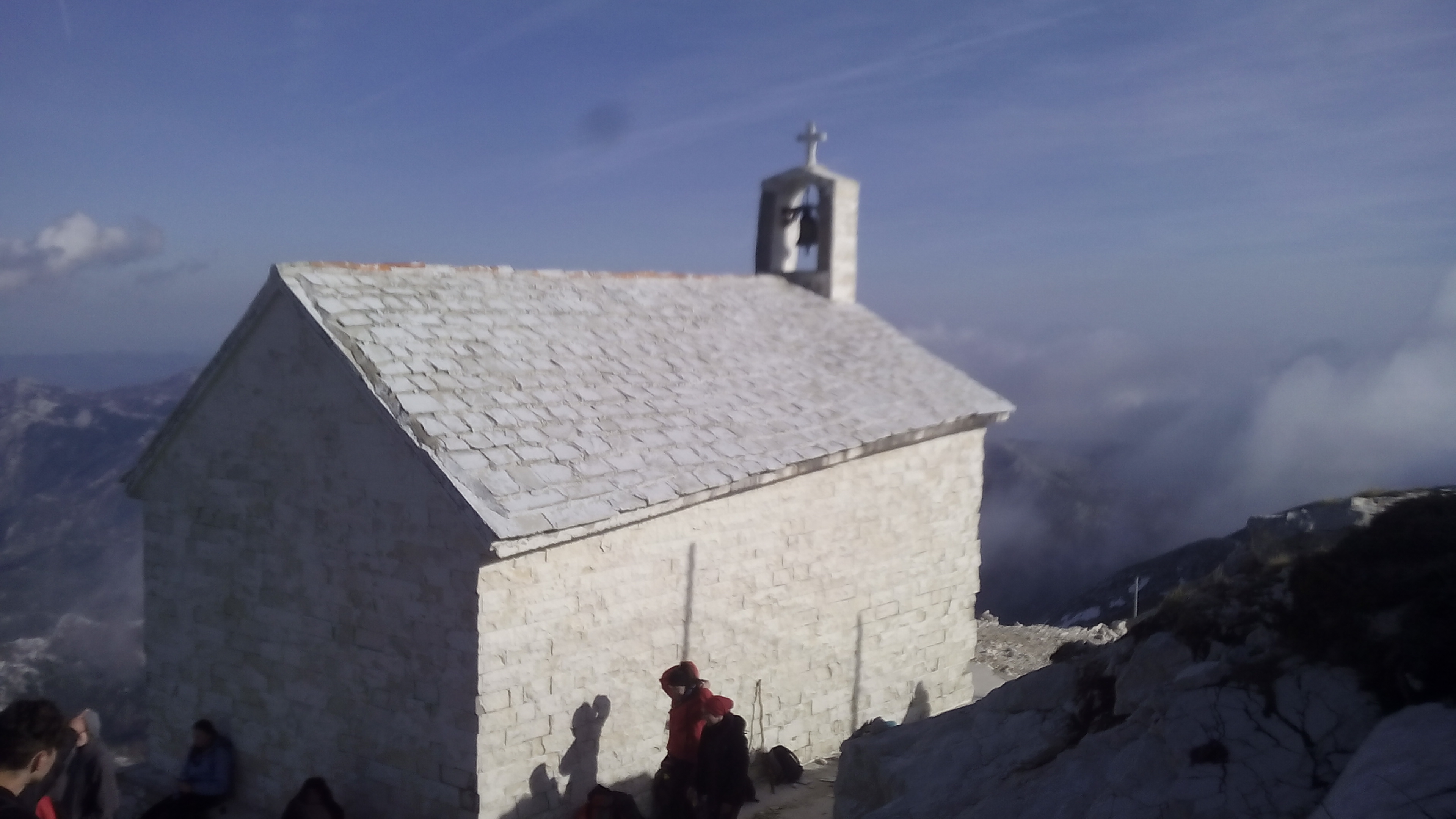
Kapelle

Der über eine oberhalb von Podgora beginnende, 23 km lange mautpflichtige Straße erreichbare Gipfel des Bergs liegt in der Gespanschaft Split-Dalmatien nördlich von Makarska im Dinarischen Gebirge im Naturpark Biokovo.

## Sendeanlage

### UKW-Rundfunk
| Frequenz (MHz) | Programm            | RDS PS   | ERP (kW) | Antennendiagramm rund (ND)/gerichtet (D) |
| -------------- | ------------------- | -------- | -------- | ---------------------------------------- |
| 89,7           | HRT Radio 1         | HRT-HR_1 | 80       | ND                                       |
| 98,9           | HRT Radio 2         | HRT-HR_2 | 80       | ND                                       |
| 102,0          | HRT Radio Split     | _HRT-ST_ | 80       | D (40°-70°)                              |
| 107,9          | HRT Katolički Radio | _*HKR*__ | 80       | D (40°-70°)                              |

## Tourismus
Unterhalb des Gipfels, der einen 90 m hohen Fernsehturm trägt und an dessen Flanke eine Kapelle errichtet wurde, liegt das Berghaus Pod Sv. Jurom. Die Aussicht reicht bis zum Gran Sasso d’Italia in Italien.